# Zespół muzyki dawnej Szelindek
Zespół muzyki dawnej Szelindek – węgierska grupa muzyczna grająca muzykę dawną, folk oraz muzykę świata. Założona w roku 2010 z inicjatywy muzyka Vidora Töröka.
Formacja została założona z myślą,  aby grać i odtwarzać historyczną muzykę z obszarów Europy i Azji. Głównym założeniem była rekonstrukcja tradycyjnej muzyki ludowej regionów: Karpat, Węgier, Polski, Bałkanów i Turcji. W instrumentarium zespołu znajdują się:zurna, lira korbowa, ney, skrzypce, dudy, koboz, bębny, tamburyn, buzuki, Darbuka, oud Laute, davul.

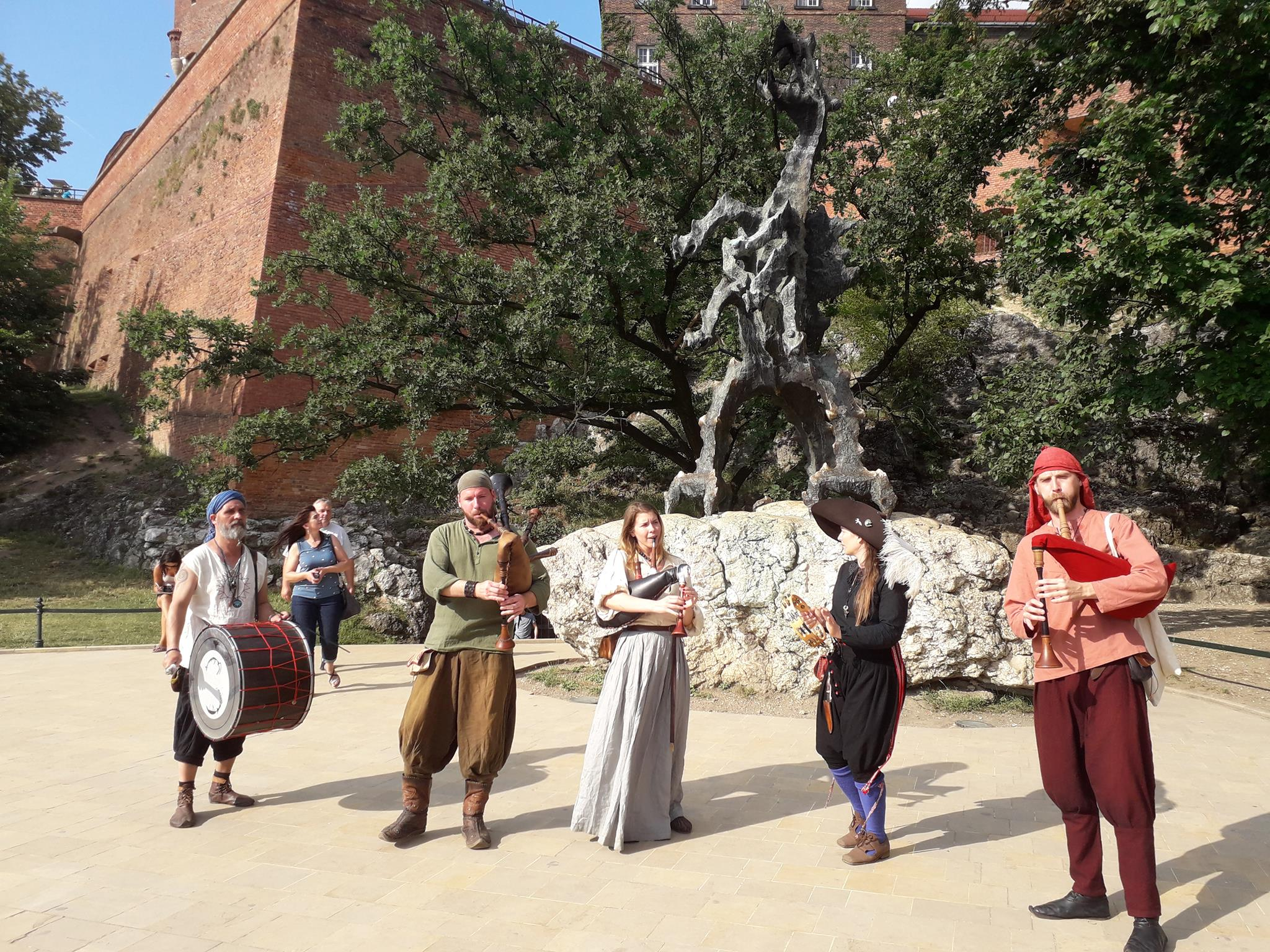
Jarmark Świętojański w Krakowie

Szelindek do tej pory zagrał setki koncertów, przede wszystkim w Europie Środkowej. Uczestniczył w festiwalach folkowych, historycznych. Eventach poświęconych muzyce z różnych regionów świata takich jak Turcja, Egipt, czy Bałkany. Członkowie zespołu są również laureatami wielu konkursów muzycznych. W skład zespołu wchodzą doświadczeni muzycy, nauczyciele, nauczyciele tańca, czy artyści. Szelindek wielokrotnie występował w Polsce, w takich miastach jak: Kraków, Nowy Sącz, Zgorzelec,Nowy Wiśnicz, Ostromecko, Otwock, Chorzów, Wolin.

## Dyskografia
- The twilight wanderer (2019)
- Éjjel járók (2017)
- Világjáró Kecskés (2013)
- Várak árnyékában (2012)
- Zengeráj (2011)